# Arnold Meshov
Arnold Meshov (auch Arnold Meshofen; * 1591 in Lippstadt; † 20. April 1667 in Köln) war ein deutscher römisch-katholischer Geistlicher, Theologe und Gymnasiallehrer.

## Leben
Meshov absolvierte das Gymnasium Laurentianum. Er war zunächst als Professor an diesem Gymnasium tätig und dort ein Nachfolger von Caspar Ulenberg, dessen Biographie er verfasste. Durch ihn gelangte Ulenbergs Bibliothek an die Gymnasialbibliothek des Laurentianum und schließlich in Folge in die Universitäts- und Stadtbibliothek Köln.
Meshov wurde am 9. August 1626 als Pfarrer von St. Peter eingeführt und am 19. August 1627 Kanoniker und Pfarrer am Cäciliendamenstift. Am 14. Februar 1640 wurde er unter dem Vorsitz von Heinrich Franken-Sierstorf an der Universität Köln zum Doktor der Theologie promoviert.
Meshov stiftete für St. Peter den Barbaraaltar mit einem Gemälde von Johann Wilhelm Pottgießer, außerdem war er Gründer der Stiftung Meshov, die aus zwei Stiftungen vom 2. Januar 1654 und vom 31. Juli 1663 bestand und den Stipendiaten den Besuch des Gymnasiums ermöglichen sollte.

## Schriften (Auswahl)
- Historiae Anabaptisticae Libri septem, Greuenbruch, Köln 1617.
- De Vita, Moribus Et Obitu, Admodum Reverendi & Eximii Viri, Caspari Ulenbergii Sacrosanctae Theologiae Licentiati, Gymnasii Laurentiani Regentis, ac ad D. Columbam Pastoris vigilantissimi, Kreps, Köln 1638.
- Vortrab Trewhertziger Warnung und Gegenberichts/ Auff daß Newlich außgesprengte Calvinisch Rabengeschrey/ Laster- und Lügenbuch/ des Abtrinnigen Münchs und Ehren-Diebs/ Melchioris von Hambach, Calvinischen Wort-Dieners, Metternich, Köln 1645.
- mit Michael von Isselt: Religionsgeschichte der Cölnischen Kirche, unter dem Abfal der zweien Erzbischöfen und Churfürsten Herman Grafen von Wied und Gebhard Grafen von Truchses, 2 Bände, Neuwirth, Köln 1764.